# آرثر كومبتون
آرثر هولي كومبتون (بالإنجليزية: Arthur Holly Compton)‏ (مواليد 10 سبتمبر، 1892 - 15 مارس، 1962) كان عالم فيزياء أمريكي حصل على جائزة نوبل في الفيزياء عام 1927 عن اكتشافه تأثير كومبتون. عمل كمستشار لجامعة واشنطن في سانت لويس بين عامي 1945 إلى 1953. حيث اكتشف طبيعة جسيمات الإشعاع الكهرومغناطيسي. لقد كان اكتشافاً هاماً في ذلك الوقت، وتم إثبات الطبيعة الموجية للضوء بشكل جيد. لم يتم قبول فكرة وجود خصائص للضوء موجية وجسمية بسهولة. كان كمبتون معروفاً بقيادته لمختبر المعادن في جامعة شيكاغو خلال مشروع مانهاتن وشغل منصب مستشار جامعة واشنطن في سانت لويس من عام 1945 إلى عام 1953م.
مُنح كومبتون واحدة من أولى الزمالات التي قدمها المجلس الوطني للبحوث للطلاب الراغبين بالدراسة في الخارج في عام 1919. اختار كومبتون الذهاب إلى مختبر كافندش بجامعة كامبريدج في إنكلترا وهناك درس امتصاص أشعة غاما وتشتتها. أفضت المزيد من الأبحاث التي أجريت على نفس هذه الشاكلة إلى اكتشاف تأثير كومبتون. استعمل كومبتون الأشعة السينية من أجل تقصي ظاهرة المغناطيسية الحديدية التي استنتج أنها كانت نتيجة اصطفاف قيم اللف المغزلي للإلكترونات، ودرس الأشعة الكونية مكتشفًا تألفها من جسيمات موجبة الشحنة بصورة أساسية.
كان كومبتون إحدى الشخصيات الرئيسية التي عملت على مشروع مانهاتن والذي أفضى إلى تطوير أول مجموعة من الأسلحة نووية إبان الحرب العالمية الثانية. لعبت التقارير التي قدمها كومبتون دورًا هامًا في إطلاق المشروع. غدا كومبتون رئيسًا للمخبر التعديني في عام 1942 ووقع على عاتقه إنتاج مفاعلات نووية تحول اليورانيوم إلى بلوتونيوم وإيجاد طرق لفصل البلوتونيوم عن اليورانيوم ووضع تصميم لقنبلة ذرية. أشرف كومبتون على عملية بناء إنريكو فيرمي لشيكاغو بايل-1 وهو أول مفاعل نووي في التاريخ والذي بلغ الحالة الحرجة بتاريخ 2 ديسمبر عام 1942. كذلك كان المخبر التعديني مسؤولًا عن تصميم وتشغيل مفاعل غرافيت إكس-10 النووي في مدينة أوك ريدج بولاية تينيسي. بدأ إنتاج البلوتونيوم في المفاعلات الموجودة بموقع هانفورد في عام 1945.
أصبح كومبتون مستشارًا في جامعة واشنطن بمدينة سانت لويس بعد انتهاء الحرب. شهدت الجامعة خلال الفترة التي تولى فيها المنصب إلغاء الفصل العنصري في الأقسام الجامعية بصورةٍ رسمية وتعيين أول أستاذة جامعية في تاريخ الجامعة وتسجيل عدد قياسي من الطلبة بعد عودة المحاربين القدامى إلى الولايات المتحدة.

## النشأة
ولد آرثر كومبتون في مدينة ووستر بولاية أوهايو في يوم 10 سبتمبر عام 1892، وهو ابن إلياس وأوتيليا كاثرين كومبتون (ولدت باسم أوغزبورغر) التي حازت على لقب الأم الأمريكية لسنة 1939. كانت العائلة أكاديمية بامتياز إذ كان إلياس عميد جامعة ووستر (تعرف الآن باسم كلية ووستر) وهي نفس الجامعة التي درس فيها آرثر في ما بعد. كذلك درس كارل وهو شقيقه الأكبر في جامعة ووستر ونال درجة دكتوراه في الفيزياء من جامعة برنستون في عام 1912 ليغدو بعدها رئيس معهد ماساتشوستس للتكنولوجيا خلال الفترة الممتدة من عام 1930 حتى عام 1948. وبالمثل درس شقيقه الآخر في ووستر ونال درجة دكتوراه في الاقتصاد من برنستون في عام 1916 وشغل بعدها منصب رئيس كلية واشنطن الحكومية (تعرف الآن باسم جامعة واشنطن الحكومية) خلال الفترة الممتدة من عام 1944 حتى عام 1951. كان الأشقاء الثلاثة أعضاء في أخوية ألفا تاو أوميغا.
انصب اهتمام كومبتون في بادئ الأمر على علم الفلك فالتقط صورة فوتوغرافية لمذنب هالي في عام 1910. وصف كومبتون تفاصيل تجربة بيّنت دوران الأرض من خلال فحص حركة الماء في أنبوب دائري في نحو عام 1913. أصبح هذا الجهاز يعرف الآن باسم مولد كومبتون. تخرج من جامعة ووستر حاصلًا على شهادة بكالوريوس في العلوم في نفس العام. التحق بعدها بجامعة برينستون التي حصل منها على درجة ماجستير في الفنون في عام 1914. درس كومبتون بعدها من أجل نيل درجة دكتوراه في الفيزياء تحت إشراف هيروورد ل. كوك وكتب أطروحته حول شدة انعكاس الأشعة السينية وتوزع الإلكترونات في الذرات.
أضحى كل من آرثر وكارل وويلسون المجموعة الأولى المؤلفة من ثلاثة أشقاء ممن نالوا جميعهم درجات دكتوراه من جامعة برينستون وذلك بعدما حصل آرثر على درجة الدكتوراه خاصته في الفيزياء من الجامعة في عام 1916. وأصبحوا في ما بعد أول ثلاثي من الأشقاء الذين شغلوا جميعًا رئاسة كليات جامعية أمريكية في الوقت ذاته. تزوجت شقيقتهم ماري من المبشر هربرت رايس الذي غدا رئيس كلية فورمان كريستيان في لاهور. تزوج كومبتون من زميلته السابقة بووستر بيتي تشاريتي مكلوسكي في شهر يونيو من عام 1916. أنجب الاثنان ولدين وهما آرثر آلان كومبتون وجون جوزيف كومبتون.
أمضى كومبتون عامًا وهو يدرس الفيزياء في جامعة مينيسوتا خلال السنة الدراسية 1916-1917، وبعدها عمل لمدة عامين كمهندس أبحاث لدى شركة ويستنغهاوس لمصابيح الإنارة في مدينة بيتسبرغ وهناك اشتغل في تطوير المصابيح العاملة على بخار الصوديوم. عمل كومبتون على تطوير أجهزة القياس الخاصة بالطائرات لصالح سلاح الإشارة الأمريكي خلال الحرب العالمية الأولى.
مُنح كومبتون واحدة من أولى زمالتين قدمها المجلس الوطني للبحوث للطلاب الراغبين بالدراسة في الخارج في عام 1919. اختار كومبتون الذهاب إلى مختبر كافندش بجامعة كامبريدج في إنكلترا. وهنالك درس تشتت وامتصاص أشعة غاما بالاشتراك مع جورج باغيت طومسون وهو ابن جوزيف جون طومسون. لاحظ كومبتون أن الأشعة المشتتة كانت أسهل امتصاصًا بالمقارنة مع الأشعة الصادرة عن المصدر الأصلي. أثار علماء كافندش إعجاب كومبتون بشدة ولا سيما إرنست رذرفورد وتشارلز غالتون داروين وآرثر إدينغتون حتى أنه سمى ابنه الثاني تيمنًا بجوزيف جون طومسون.
كان كومبتون شماسًا في إحدى الكنائس المعمدانية لفترة من الزمن. وقال حيال الأمر: «لا يتضارب العِلم مع الدين الذي يفترض وجود إله يكون البشر أولاده».

## الحياة المهنية
ظاهرة كومبتون
عُين كومبتون بعد عودته إلى الولايات المتحدة أستاذًا للفيزياء ورئيسًا لقسم الفيزياء في جامعة واشنطن في سانت لويس في عام 1920، أما في عام 1922 وجد كومبتون الطول الموجي للأشعة السينية التي تناثرت بسبب الإلكترونات الحرة، وكان ذلك استنادًا لعلاقة بلانك أن الطاقة الصادرة أقل من الأشعة السينية الواردة، أي تم نقل الطاقة الزائدة إلى الإلكترونات، وسمي هذا الإكتشاف بظاهرة كومبتون، الذي فسر الجسيمات في الإشعاع الكهرومغناطيسي 
في عام 1923، نشر كومبتون بحثًا في مجلة فيزيكال ريفيو شرح فيها تحول الأشعة السينية عن طريق إسناد زخم الجسيمات إلى الفوتونات، وهو أمر استند إليه أينشتاين في تفسيره الذي حاز جائزة نوبل عام 1905 للتأثير الكهروضوئي، افترض ماكس بلانك لأول مرة في عام 1900، وقد تم تصور هذه العناصر على أنها عناصر من الضوء «مُكمَّمة» من خلال احتوائها على كمية محددة من الطاقة اعتمادًا على تردد الضوء فقط.
في ورقته البحثية، اشتق كومبتون العلاقة الرياضية بين التغير في الطول الموجي وزاوية تشتت الأشعة السينية بافتراض أن كل فوتون من الأشعة السينية المتناثرة يتفاعل مع إلكترون واحد فقط.
وقد خُتم بحثه بذكر التجارب التي أثبتت علاقته المشتقة:
{\displaystyle \lambda '-\lambda ={\frac {h}{m_{e}c}}(1-\cos {\theta }),}
{\displaystyle \lambda }: هو الطول الموجي الأولي
{\displaystyle \lambda '}: هو الطول الموجي بعد التشتت
{\displaystyle h}: هو ثابت بلانك
{\displaystyle m_{e}}: هي الكتلة السكونية للإلكترون
{\displaystyle c}: هي سرعة الضوء
{\displaystyle \theta }: هي زاوية التشتت.
أما الكمية h⁄mec فهي
تعرف بالطول الموجي لإلكترون كومبتون والتي تساوي 2.43×10−12 م وإزاحة الطول الموجي λ′ − λ تقارب الصفر لـ (θ = 0°)
```
وضعف الطول الموجي لإلكترون كومبتون لـ (
θ
 = 180°
).
[
26
]
```

وقد وجد كومبتون أن بعض الأشعة السينية لم يحصل عليها أي تغير في الطول الموجي على الرغم من تناثرها من خلال زوايا كبيرة، أي كأنه في كل من هذه الحالات، فشل الفوتون في إخراج إلكترون، وبالتالي، فإن مقدار التغير لا يرتبط بطول موجة كومبتون للإلكترون، ولكن بطول موجة كومبتون للذرة بأكملها، والذي يمكن أن يكون أصغر بمقدار 10000 مرة.
لقد بدأ الجدل العلمي الأكبر الذي سببه كومبتون، عندما قدم نتائجه في اجتماع للجمعية الفيزيائية الأمريكية في عام 1923، ولم يكن من السهل قبول فكرة أنه يمكن أن يكون للفوتون طبيعة مزدوجة. فقد كان من الواضح بشكل خاص أن الانحناء في الشبكة البلورية لا يمكن تفسيره إلا بالرجوع إلى طبيعته الموجية. وقد حصل كومبتون على جائزة نوبل في الفيزياء عام 1927.
طور كومبتون وألفريد دبليو سيمون طريقة لرصد فوتونات الأشعة السينية الفردية المتناثرة وإلكترونات الارتداد في نفس اللحظة وفي ألمانيا، طور والثر بوث وهانز جيجر بشكل مستقل طريقة مماثلة.
الأشعة السينية
```
في عام 1923، انتقل كومبتون إلى 
جامعة شيكاغو
 كأستاذ للفيزياء
[
29
]
 وهو المنصب الذي شغله لمدة 22 عام
[
28
]
```

في عام 1925 أوضح أن تشتت الأشعة السينية يظهر بقوة 130.000 فولت من العناصر الستة عشر الأولى في الجدول الدوري، وهي النتيجة التي تنبأ بها طومسون، و قد بذل ويليام دوان من جامعة هارفارد جهودًا عالية لإثبات أن تفسير كومبتون كان خاطئًا، وقد أجرى دوين سلسلة من التجارب لمخالفة كومبتون، لكنه وجد دليلًا على صحة تأثير كومبتون وقد أكد ذلك في عام 1924.
```
درس كومبتون تأثير 
الأشعة السينية
 على نواة الصوديوم والكلور في 
الملح
، وقد استخدم الأشعة السينية للتحقيق في 
المغناطيسية الحديدية
، واستنتج في عام 1926 أنها كانت نتيجة دوران الإلكترونات،
[
30
]
 ثم أصبح مستشارًا لقسم المصابيح في شركة 
جنرال إلكتريك
، في عام 1934 عاد إلى إنجلترا كأستاذ زائر في 
جامعة أكسفورد
 في إيستمان وفي أثناء وجوده هناك طلبت منه شركة جنرال إلكتريك الإبلاغ عن الأنشطة في مختبر أبحاث شركة جنرال إلكتريك في 
ويمبلي
، كان كومبتون مفتونًا بإمكانيات البحث هناك في 
مصابيح الفلورسنت
، وقد دفع تقريره إلى تطوير برنامج بحثي في أمريكا.
[
31
]
[
32
]
```

في عام 1926 نُشر كتاب كومبتون الأول في الأشعة السينية والإلكترونات، وقد شرح فيه كيفية حساب كثافة المواد الانعراجية وهي من أنماط حيود الأشعة السينية، وقد شاركه عام 1935 صموئيل كينج أليسون في مراجعة وتدقيق كتابه عن إنتاج الأشعة السينية في النظرية والتجربة، وقد بقي هذا العمل مرجعًا للثلاث عقود اللاحقة.
الأشعة الكونية
أصبح كومبتون مهتمًا بالأشعة الكونية في أوائل ثلاثينيات القرن الماضي، التي كان وجودها معروفًا ولكن أصلها وطبيعتها مجرد تخمين، تمكن الكشف عن وجودها باستخدام "قنبلة" كروية تحتوي على هواء مضغوط أو غاز الأرجون بقياس توصيلها الكهربائي.
وقد أعطت الرحلات إلى أوروبا والهند والمكسيك وبيرو وأستراليا الفرصة لكومبتون لقياس الأشعة الكونية على ارتفاعات وخطوط عرض مختلفة بمشاركة مجموعات أخرى سجلت ملاحظات حول العالم، وقد وجدوا أن الأشعة الكونية كانت أكثر كثافة بنسبة 15 ٪ عند القطبين مقارنة بخط الاستواء ونسب كومبتون هذا إلى تأثير الأشعة الكونية التي تتكون أساسًا من جسيمات مشحونة، كما اقترح روبرت ميليكان تأثير خط العرض الناتج عن مغناطيسية أرضية.

## فلسفته
كان كومبتون واحدًا من حفنة قليلة من العلماء والفلاسفة الذين اقترحوا نموذجًا ثنائي المراحل للإرادة الحرة. كذلك كان من جملة ممن طرحوا الأمر كل من ويليام جيمس وهنري بوانكاريه وكارل بوبر وهنري مارغيناو ودانيال دينيت. دافع كومبتون عن فكرة الحرية البشرية القائمة على مبدأ اللاحتمية الكمية في عام 1931. وطرح فكرة تضخيم الأحداث الكمومية المجهرية بقصد فتح باب الفرص أمام الأحداث الواقعة في العالم الجهري. تخيل كومبتون في آلية العمل الغريبة التي طرحها مجموعة من أصابع الديناميت الموصولة إلى مضخمه، وهكذا توقع مفارقة قطة شرودنغر التي نشرت في عام 1935.
أوضح كومبتون الطبيعة الثنائية المميزة لفكرته في معرض رده على الانتقادات التي رأت أن أفكاره عدت الصدفة سببًا مباشرًا لتصرفات الناس، وذلك في مقالة كتبها لمجلة أتلانتك الشهرية في عام 1955. بحسب نموذجه، ثمة في البداية مجموعة من الأحداث العشوائية محتملة الوقوع ومن ثم يضيف أي حدث منها عاملًا محدِدًا عند القيام بفعل الاختيار.

## الوفاة والإرث
توفي كومبتون في مدينة بيركيلي بولاية كاليفورنيا على إثر إصابته بنزيف دماغي بتاريخ 15 مارس عام 1962. عاشت زوجته (التي توفيت في عام 1980) وابنيه بعد وفاته. دفن جثمانه في مقبرة ووستر بمدينة ووستر بولاية أوهايو الأمريكية. كان أستاذًا عامًا في جامعة كاليفورنيا ببيركيلي قبل وفاته خلال فترة ربيع عام 1962.

## وصلات خارجية
- آرثر كومبتون على موقع الموسوعة البريطانية (الإنجليزية)
- آرثر كومبتون على موقع مونزينجر (الألمانية)
- آرثر كومبتون على موقع إن إن دي بي (الإنجليزية)